# Catalaanse ezel
De Catalaanse ezel, ruc català (Equus asinus var. catalana) is de autochtone ezelsoort in Catalonië (Noordoost-Spanje).

## Geschiedenis
De Catalaanse ezel is ontstaan uit een ras waaruit ook de ezels van het Midden-Oosten en Europa zijn voortgekomen. De Catalaanse ezel is verwant aan de ezel van Mallorca en de Zamorà-Lleonès ezel. Men denkt dat het ras al erg oud is. Plinius de Oudere stelde al vast dat er op de vlakte van Vic al ezels voorkwamen.
De ezel was in het verleden erg belangrijk op boerderijen maar door het teruglopende gebruik en daarmee afnemend aantal dreigde de Catalaanse ezel uit te sterven. In het verleden waren er wel 50.000, maar tegenwoordig zijn er nog maar ca. 500 over, waarvan meer dan 100 buiten Catalonië.
De Catalaanse ezel wordt, door het winnen van diverse wedstrijden wel 'het beste ezelras ter wereld' genoemd, vooral als trekdier voor het trekken van karren.
Het is een van de rassen die aan de basis staan van de ezel van Mallorca en van de Noord-Amerikaanse ezel. Zijn eigenschappen hebben bijgedragen aan het verbeteren van ezelrassen elders ter wereld.

## Karakteristieken
- Hoogte: ca. 1,65m schofthoogte. Het is het grootste ezelras.
- Gewicht: een volwassen Catalaanse ezel kan tot 500 kg wegen.
- Haar: 's zomers kort en zwart over het hele lichaam tot aan de mond, wit vanaf de ogen en op de buik. 's Winters langer, donker kastanjebruin haar over het hele lichaam.
- Oren: rechtopstaand.
- Voeding: gras.
- Habitat: bossen.

## Symbool

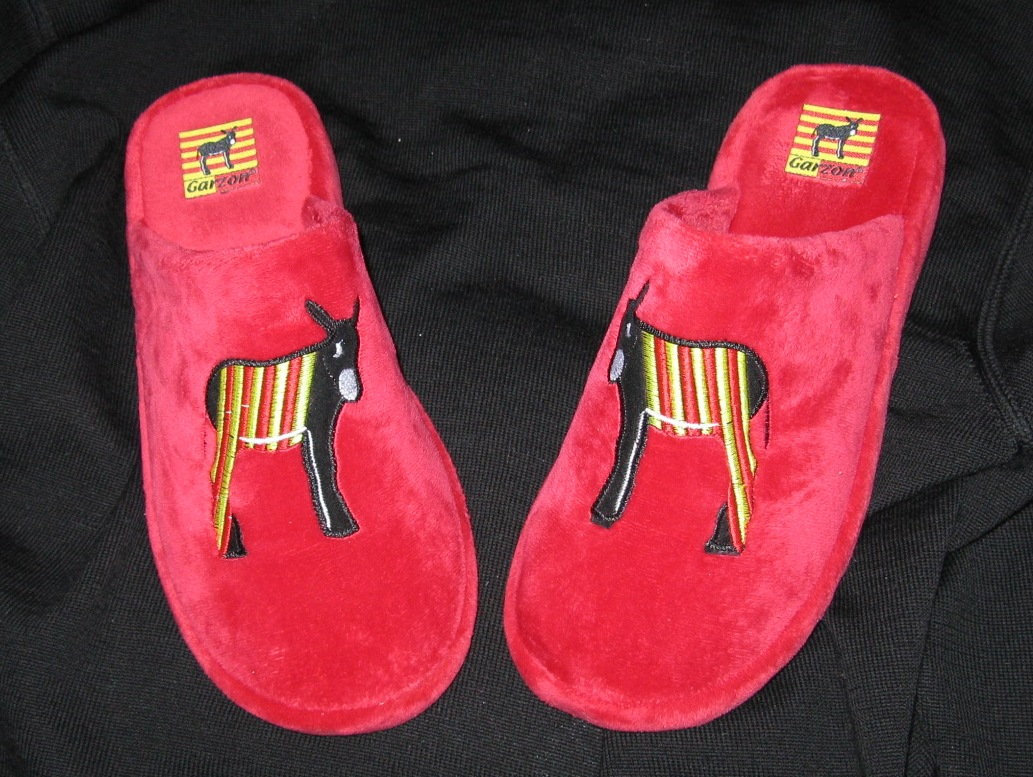
Sloffen met het symbool van de Catalaanse ezel

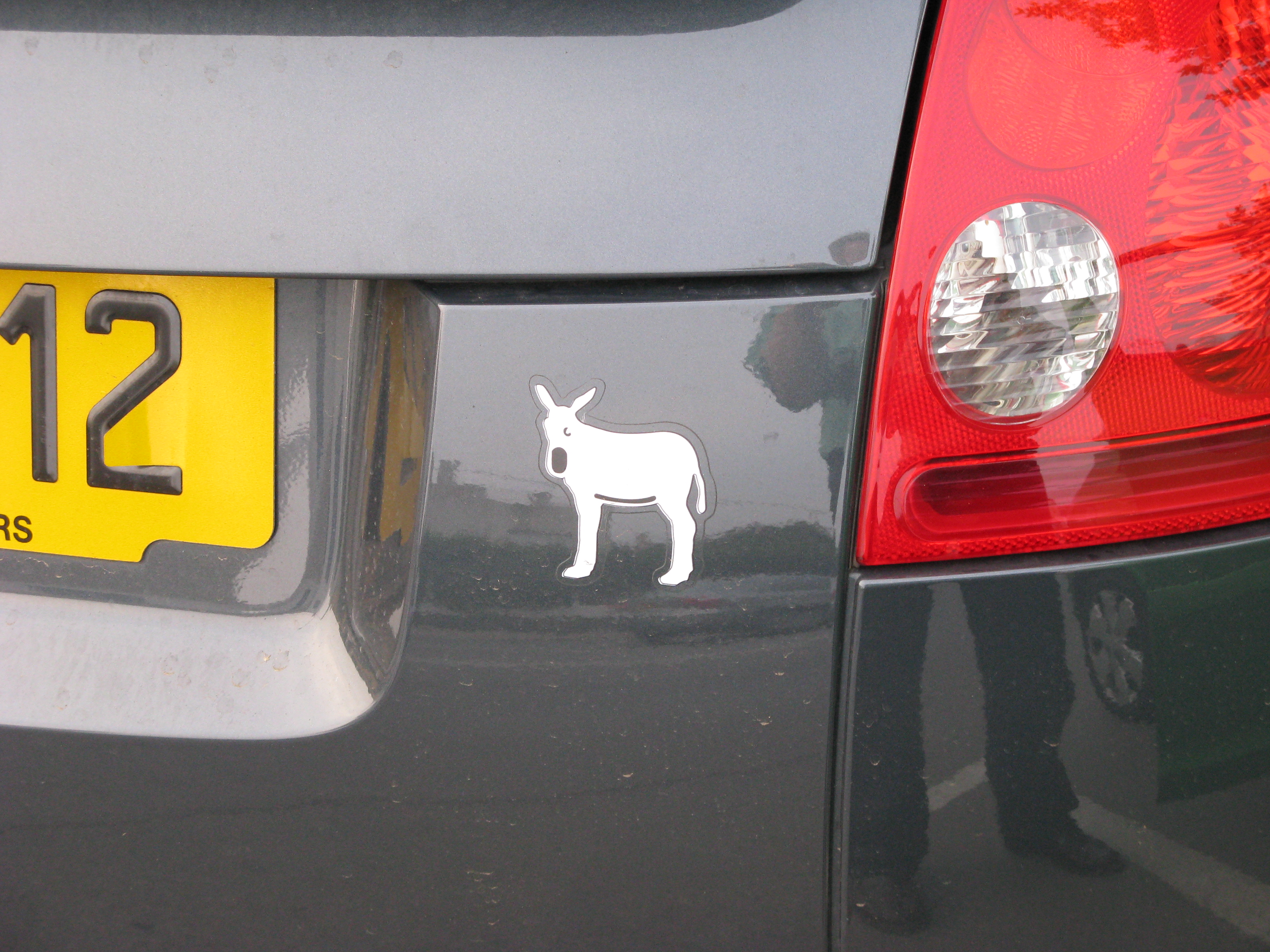
Sticker achter op auto

Vertegenwoordigers van het Catalaans nationalisme hebben de Catalaanse ezel aangenomen als een symbool tegenover de Toro de Osborne, typisch voor Castilië.
Er bestaan ook stickers van, die achter op een auto of motor geplakt kunnen worden. Er zijn ook mensen die de ezel niet zien als een symbool van Catalunya, maar alleen als een manier om de Castiliaanse stier belachelijk te maken.